# James Morris (Sänger)
James Peppler Morris (* 10. Januar 1947 in Baltimore, Maryland, USA) ist ein US-amerikanischer Opernsänger (Bassbariton).

## Leben
Morris wurde am 10. Januar 1947 als Sohn von James D. Morris, dem Vizepräsidenten und Verkaufsleiter der Molkerei Koontz in Baltimore, und seiner Ehefrau Geraldine in Baltimore geboren. Er besuchte die Universität von Maryland, das Peabody Conservatory of Music in Baltimore, die Akademie der Vocal Arts in Philadelphia, studierte Gesang bei Rosa Ponselle und wurde bereits im Alter von 23 Jahren als jüngster Sänger Ensemblemitglied der Metropolitan Opera. Seither gastiert er an allen bedeutenden Opernhäusern wie der San Francisco Opera, der Lyric Opera of Chicago, der Wiener Staatsoper und der Pariser Oper. Engagements als Solist führten ihn an die Bayerische Staatsoper, nach Covent Garden und nach Berlin.
Morris ist seit 3. Januar 1987 in zweiter Ehe mit der Mezzosopranistin Susan Louise Quittmeyer verheiratet und lebt mit ihr in New Jersey. Sie haben zwei Kinder (Zwillinge).

## Repertoire
- König Philipp in Don Carlos von Giuseppe Verdi
- John Claggart in Billy Budd von Benjamin Britten
- Méphistophélès in Faust von Charles Gounod
- Baron Scarpia in Tosca von Giacomo Puccini
- Jago in Otello von Giuseppe Verdi
- Der Holländer in Der fliegende Holländer von Richard Wagner
- Wotan/Wanderer in Der Ring des Nibelungen von Richard Wagner
- Hans Sachs in Die Meistersinger von Nürnberg von Richard Wagner
- Amfortas*in Parsifal von Richard Wagner

## Aufnahmen (Auswahl)
- Jacques Offenbach, Hoffmanns Erzählungen, Dirigent: Seiji Ozawa, Orchestre National de France, 1990
- Giuseppe Verdi, Aida, Dirigent: James Levine, Orchester der Metropolitan Opera, 2009
- Richard Wagner, Das Rheingold, Dirigent: James Levine, Orchester der Metropolitan Opera, 1990 (auch DVD)
- Richard Wagner, Das Rheingold, Dirigent: Bernard Haitink, Symphonyorchester des Bayerischen Rundfunks, 1989
- Richard Wagner, Die Walküre, Dirigent: James Levine, Orchester der Metropolitan Opera, 1988 (auch DVD)
- Richard Wagner, Das Walküre, Dirigent: Bernard Haitink, Symphonyorchester des Bayerischen Rundfunks, 1988
- Richard Wagner, Siegfried, Dirigent: James Levine, Orchester der Metropolitan Opera, 1991 (auch DVD)
- Richard Wagner, Siegfried, Dirigent: Bernard Haitink, Symphonyorchester des Bayerischen Rundfunks, 1991
- Richard Wagner, Die Meistersinger von Nürnberg, Dirigent: James Levine, Orchester der Metropolitan Opera,
- Richard Wagner, Parsifal, Dirigent: James Levine, Orchester der Metropolitan Opera, 1994
- Richard Wagner, Der fliegende Holländer, Dirigent: James Levine, Orchester der Metropolitan Opera, 1997

## Auszeichnungen
- 1990 Grammy Award für die beste Opernaufnahme: Richard Wagners Die Walküre mit dem Orchester der Metropolitan Opera.
- 1991 Grammy Award für die beste Opernaufnahme: Richard Wagners Das Rheingold mit dem Orchester der Metropolitan Opera.